# Walter Forstman
Walter Forstman (ur. 9 marca 1883 w Essen, zm. 2 listopada 1973) – niemiecki dowódca okrętów podwodnych Kaiserliche Marine, jeden z najskuteczniejszych dowódców U-Bootów podczas I wojny światowej, z ogólnym zatopionym tonażem 399 000 BRT. Podczas służby w Kaiserliche Marine dowodził U-12 i U-39. Odznaczony Pour le Mérite. Wrócił do służby podczas II wojny światowej, pełnił jednak wówczas funkcje administracyjne.

## Odznaczenia
Odznaczenia Waltera Forstmana to między innymi:
- Pour le Mérite
- Order Orła Czerwonego IV klasy
- Kawaler Orderu Hohenzollernów z mieczami na wstędze wojennej
- Krzyż Żelazny I klasy
- Krzyż Żelazny II klasy
- Medal za Ratowanie Życia na wstędze
- Hamburski Krzyż Hanzeatycki